# 與愛同居2：七年之愛
《與愛同居2：七年之愛》，改編自Orawan Vichayawannakul（May，筆名為MAME或MAME12938）的同名小說，因第一季反應熱烈，尤其是兩位主角無論戲裡戲外都一樣互動頻繁親暱，讓粉絲與官方多以兩人小名合寫的「MewGulf」作為應援與宣傳文字，故於泰國時間2020年2月初於曼谷粉絲見面會上宣布開拍第二季，講述Tharn與Type在交往七年後的故事，而本季演員均為第一季班底，另加入幾位新角色。此剧於泰國時間2020年11月6日到2021年1月29日在One 31台播畢，海外部分已授權台灣LINE TV與日本樂天電視播出。

## 劇情簡介
從大一開始交往後經過七年，Tharn與Type都已畢業進入社會工作，看似甜蜜的生活卻遭遇到現實生活上的種種考驗，究竟兩人的愛情可否如願以償的繼續下去呢？

## 演員名單
註：括號內的演員姓名為小名。

### 主要人物
- 蘇帕西·宗澈瓦（Mew）飾演 Tharn（正式姓名為Thara Kirigun）

畢業後進入音樂公司担任音樂製作人，並開設網路商店賣樂器，偶爾還是去酒吧打工。依舊愛著與他同居的Type，一直想跟他結婚。
- 卡納吾·翟彼帕塔納朋（Gulf）飾演 Type（正式姓名為Thiwat Phawattakun）

畢業後進入醫院担任物理治療師，希望能至少作滿一年，之後如果要換工作時履歷表上的經驗才好看。因顧慮社會眼光而遲遲未答應Tharn的求婚。

### 其他人物
- 金纳·披吉·奥帕坤（TeeMild / Mild）飾演 Techno

大嘴巴，畢業後担任公務員。
- 纳帕特·辛纳库安（Boat）飾演 Champ

畢業後因為食物的熱情而開设餐廳。
- 查隆拉·诺山荣（First）飾演 Fiat[5]
- 帕查拉·苏岸西（Ja）飾演 Leo[5]
- Phat Prayunviwat（Jame）飾演 Khunpol[6]

與Type在同家醫院工作的醫生，Champ大一時的室友；暗戀Champ。
- 塔纳通·萨南卡尼功（Title）飾演 Phugun[7]

Tharn的表弟，跟男朋友Cirrus搬到Tharn與Type住的公寓對門。
- 萨兰萨通·塔纳瓦查拉维 （Haii）飾演 Cirrus[8]

Phugun的男朋友，非常呵護Phugun。
- 塔纳育特·达功塔亚（Tong）飾演 Thorn
- 瑞玫高·阿瑟农 飾演 Thanya[9]
- Petchpailin Chitcharoon （Name）飾演 Amy
- Tanawin Duangnate（Mawin）飾演 Khlui
- 盧賜德（Run）飾演 Seo
- 彭贡·翁克里提亚拉（Kaprao）飾演 Khom
- 帕塔拉布特·金努库尔（AA）飾演 San
- 坦纳永·王特拉库（英语：Thanayong Wongtrakul）（Kradum）飾演 Type的父親

## 外部連結
- YouTube上的與愛同居2：七年之愛頻道
- 與愛同居2：七年之愛的Facebook專頁
- 與愛同居2：七年之愛的X（前Twitter）
- 與愛同居2：七年之愛的Instagram帳戶
- MyDramaList上的剧集介绍与剧评 （页面存档备份，存于）